# 폴란드 제2공화국
폴란드 제2공화국(폴란드어: II Rzeczpospolita Polska 제치포스폴리타 폴스카[*])은 1918년 10월 7일부터 1939년 10월 6일까지 존재했던 중동부 유럽의 폴란드계 정체였다. 제1차 세계대전의 전후처리 과정에서 독일 제국의 패망에 따라 독일 영토를 분할하려는 승전국들의 견해가 일치하면서 건국되었다. 1939년 나치 독일과 소련, 슬로바키아의 침공을 받은 후 독일과 소련 사이에 분할되었고 이는 제2차 세계대전의 유럽 전역 시작을 알렸다. 1940년 프랑스가 독일에 항복한 뒤에는 1939년 헌법에 따라 파리와 런던에서 폴란드 망명 정부가 수립되었으며, 1989년 폴란드 인민공화국이 붕괴하기 전까지 타국에서 독립운동을 계속해나갔다.
제2공화국은 건국 직후부터 인접한 수많은 나라들과 국경 분쟁을 겪어야 했다. 1922년 폴란드-소비에트 전쟁이 마무리된 이후, 최종적으로 국경이 확정되었을때 폴란드 제2공화국은 체코슬로바키아, 바이마르 공화국, 단치히 자유시, 리투아니아, 라트비아, 루마니아 왕국, 소련과 접경하고 있었으며 그디니아의 폴란드 회랑을 통해서 발트해로 접근할 수 있었다. 1939년 3월부터 8월까지 폴란드는 헝가리 왕국의 카르파티아-루테니아와도 맞닿고 있었다. 1938년 당시 폴란드 제2공화국의 영토는 대략 388,634km2로 유럽에서 6번째로 큰 국가였다. 또한 1921년 인구조사에 따르면 영내에 거주하는 인구는 2,570만 명이었으며 제2차 세계대전 직전인 1939년에는 3,510만명으로 증가했다. 이들 인구 가운데 1/3은 소수민족들이었는데, 대표적으로 13.9%를 차지한 우크라이나인, 10%를 차지한 아슈케나짐 유대인, 3.1%를 차지한 벨라루스인, 2.3%를 차지한 독일인, 3.4%를 차지한 체코인과 리투아니아인 등이 있었다. 한편 그들의 국경 밖에도 수많은 폴란드인들이 다른 국가에서 소수민족으로 살아가고 있었다.
제2공화국의 경제는 그다지 높지도 낮지도 않은 평균 수준을 유지했다. 특히 1925년부터 1934년까지 일어난 독일-폴란드 관세 전쟁은 폴란드 제2공화국의 경제에 심대한 타격을 입혔으며 이로 인해 경제 발전 역시 대단히 지체되었다. 그렇지만 폴란드의 대표적인 문화 중심지였던 바르샤바, 크라쿠프, 포즈난, 빌노, 르부프 등은 당대 유럽의 주요 도시이자 국제적으로 명성있는 대학 및 기타 고등 교육기관들의 소재지로서 번영했다.

## 역사

### 제1차 세계 대전
폴란드 분할 이후 폴란드는 독일 제국, 오스트리아-헝가리 제국, 러시아 제국의 통치하에 있었다. 제1차 세계 대전이 발발하고 독일은 프리비슬린스키 크라이를 점령하고 그 자리에 독일의 괴뢰국인 폴란드 섭정왕국을 세운다.

### 1920년대 초반
독립 이후, 폴란드는 주변국과의 영토분쟁에 휘말리게 되었다. 체코슬로바키아와는 치에신을 놓고 소규모 교전을 벌여 결국 패배해 이 지역에 대한 지배권을 잃게 되었다. 신생 바이마르 공화국과는 실레지아의 주민투표까지 가게 되면서 폴란드는 공업, 자원 중심지인 상 실레지아 지역을 얻어낼 수 있었다. 폴란드에게 적대적인 동부의 소련과는 폴란드-소련 전쟁이 벌어져 폴란드는 지금의 서부 벨라루스, 서부 우크라이나 영토를 차지했다. 동북쪽의 신생 리투아니아와는 폴란드-소련 전쟁 당시 폴란드군이 소련군으로부터 탈환한 빌뉴스와 그 주변 지역(이 지역은 수백년 전부터 폴란드인이 중심 민족이었던 곳이다.)에 폴란드의 괴뢰국인 중앙리투아니아 공화국을 수립하고 나중에 합병하기에 이르러 약 150년 전 폴란드-리투아니아 연방을 이루기도 한 리투아니아와 폴란드의 관계는 악화되기도 하였다.

#### 프랑스 제3공화국과의 우호관계
프랑스와는 독일을 견제한다는 공통의 이해관계가 있었기 때문에 1920년대에는 두 국가가 우호관계를 유지했다.

### 쿠데타
1926년 5월 12일 지휘관 유제프 피우수트스키가 이끄는 사나치아 세력들이 폴란드에 쿠데타를 일으켰다 (5월 쿠데타). 이로 인해 대통령인 스타니스와프 미콜라이주크와 총리 빈센트 비토스가 물러나고, 사나치아 군사 정권이 들어서게 되었다. 또한 정부협조 무당파 의원단이 1928년 총선에서 활약하면서, 정치 구도에 변화를 주게 된다.

### 유제프 피우수트스키사망 이후
피우수트스키 사후 사나치아 세력들은 여러 분파로 갈라졌고, BBWR마저 해산되었다.

### 제2차 세계 대전
1939년 8월 23일 나치 독일과 소련은 불가침 조약을 맺고 9월 1일 폴란드를 공격하였다. 9월 17일 붉은 군대가 폴란드 동부를 공격하여 폴란드 동부를 점렴했다. 결국 폴란드 제2공화국은 붕괴되었고 서부는 나치 독일의 총독부가 수립되었고, 동부는 소련이 가지게 되었다. 그 후 폴란드는 1944년 소련에 점령되어 폴란드 인민 공화국을 수립했다.

## 같이 보기
- 폴란드-리투아니아
- 독일의 폴란드 점령기